# Michael Slater
Michael Slater (1 oktober 1947 – 1999) was een Engelse golfprofessional en golfbaanarchitect. Hij was getrouwd, had drie kinderen en woonde in Warrington.

## Speler
Slater werd in 1965 professional. Hij was clubprofessional in Cheshire. In 1974 haalde hij de cut bij het Brits Open en eindigde op de 54ste plaats met een score van +24.
Hij won de Tourschool in 1997 en speelde vanaf 1998 op de Europese Senior Tour. In 1999 won hij het Senior Open op Golf Club Prise d'Eau met een score van -13. Enkele weken later werd hij in het ziekenhuis opgenomen met een vergevorderd stadium van kanker, waaraan hij overleed.
Baanrecord
- Met een score van 63 kwam het baanrecord van de Alderley Edge Golf CLub op zijn naam te staan.
- Tijdens het PGA Seniors Championship van 1999 maakte hij een ronde van 65 io The Belfry.

### Gewonnen
- 1997: Senior Tourschool
- 1999: Dutch Senior Open (-13)

## Golfbaanarchitect
Hij ontwierp o.a.
- 1992: Antrobus Golf Club, 18 holes
- 1994: Grand National Golf Club, Liverpool, 9 holes

## Memorial
Ter nagedachtenis aan hem werd in 2009 de Mike Slater Memorial Trophy gespeeld op de baan van Hollins Hall in Bradford, Yorkshire. Hij werd gewonnen door voormalig Tourspeler Neil Cheetham.